# Хтонофила
Хтонофила (грч. Χθονοφύλη) је у грчкој митологији била кћерка епонимног хероја Сикиона и Зеуксипе.

## Митологија
Паусанија је помиње као мајку Полиба, којег је добила са Хермесом. Касније се удала за Флија, Дионисовог сина и са њим имала сина Андродаманта. Према ранијим предањима је она заправо била Флијева мајка.